# Manolo el del Bombo

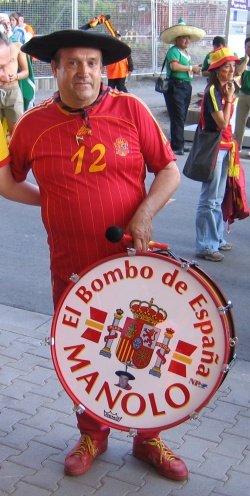
Manolo während der WM 2006 in Deutschland

Manuel Cáceres Artesero (* 15. Januar 1949 in San Carlos del Valle, Provinz Ciudad Real; † 1. Mai 2025 in Vila-real), genannt Manolo el del Bombo („Manolo, der mit der Pauke“), gehörte zu den bekanntesten Fußballfans der Welt. Er sorgte bei Spielen der spanischen Nationalelf und bis 2001 auch bei den Spielen des FC Valencia als Einheizer für Stimmung.

## Leben
Angefangen zu trommeln hat Manolo eigenen Angaben zufolge um 1972 beim unterklassigen Verein UD Huesca, 1979 reiste er erstmals zu einem Auswärtsspiel der Nationalmannschaft. Von 1982 bis 2010 verpasste er kein Länderspiel Spaniens, bis er dem Spiel gegen Paraguay bei der Fußballweltmeisterschaft 2010 wegen einer Lungenentzündung fernblieb. Die ersten Jahre trampte Manolo wegen Geldmangels zu den Auslandsspielen und hatte allein 1982 per Anhalter 16.000 Kilometer zurückgelegt. Sein Ziel war es bis 2026 weiter bei allen großen Turnieren mit Spanien dabei zu sein, um sich dann mit 77 Jahren nach seiner 12. Weltmeisterschaft zur Ruhe zu setzen.
Manolo galt als Spaniens berühmtester Fan und war durch die Fernsehübertragungen auch zu internationaler Bekanntheit gelangt. Seine Markenzeichen waren seine überdimensionale Baskenmütze und seine große Trommel (genauer: Bombo). Er betrieb die Gaststätte El Bombo (Die Trommel) neben dem Mestalla-Stadion in Valencia mit einem angegliederten Fanshop.
Im Estadio Mestalla in Valencia war Manolo jedoch nicht mehr anzutreffen. Seit ihm der Verein 2001 keine Eintrittskarte für das Champions-League-Finale zukommen ließ, besuchte er nur noch die Spiele der Nationalmannschaft und gelegentlich internationale Auftritte von Real Madrid und des FC Barcelona. Er war Namenspate von Manolo vom Bökelberg, der von 1977 bis 2002 beständiger Teil der Mönchengladbacher Fußballfolklore war.